# Cantera
Cantera ist eine freie Chemoinformatik-Software, die verwendet wird, um Probleme der Reaktionskinetik zu lösen.
Die Software wird im Bereich Mikroelektronik, im Automobilsektor für Verbrennungsvorgänge und in der Chemischen Verarbeitungsindustrie eingesetzt.
Die Software wurde ab 1998 von Dave Goodwin(†) am California Institute of Technology entwickelt und in C++ programmiert, lässt sich aber mit Fortran, Python und dem Toolkit Matlab nutzen. Cantera besitzt die Funktionalität von CHEMKIN-II mit einigen zusätzlichen Erweiterungen. Die Software wird in der Lehre in den Vorlesungen an den Universitäten Caltech, Berkeley und Stanford genutzt.
Sie wird als freie Software auch im Quelltext unter den Bedingungen der überarbeiteten BSD-Lizenz verbreitet.